# Estêvão Willian
Estêvão Willian Almeida de Oliveira Gonçalves (sinh ngày 24 tháng 4 năm 2007), thường gọi là Estêvão Willian hoặc Estêvão là cầu thủ bóng đá người Brasil thi đấu ở vị trí tiền vệ cánh hoặc Tiền đạo cánh cho câu lạc bộ Chelsea và Đội tuyển bóng đá quốc gia Brasil. 

## Sự nghiệp câu lạc bộ
Estêvão sinh ra tại thành phố Franca và bắt đầu chơi bóng tại học viện đào tạo trẻ của Cruzeiro vào năm 2017. Một năm sau, anh ký hợp đồng tài trợ với Nike, giúp anh trở thành người Brasil trẻ nhất ký hợp đồng với hãng thể thao này, vượt qua Rodrygo.

### Palmeiras
Estêvão chuyển đến học viện đào tạo trẻ của Palmeiras vào tháng 5 năm 2021. Ở mùa giải 2022, anh giúp các đội trẻ Palmeiras vô địch các giải Campeonato Paulista Sub-17, Campeonato Paulista Sub-15, Copa do Brasil Sub-17 và Campeonato Brasileiro Sub-17.
Estevão có tên trong đội hình Palmeiras tham gia FIFA Club World Cup 2025. Anh được FIFA bình chọn là Cầu thủ xuất sắc nhất trận trong cả hai trận đấu vòng bảng đầu tiên với FC Porto và ˞˞̻˞Al Ahly SC. Ngày 4 tháng 7 năm 2025, Estêvão có trận đấu cuối cùng cho Palmeiras tại tứ kết FIFA Club World Cup và đối thủ lại chính là đội bóng Chelsea mà anh sẽ chuyển sang khoác áo sau khi giải đấu kết thúc. Willian ghi bàn thắng gỡ hòa 1-1 ở đầu hiệp 2 với cú sút bất ngờ từ góc hẹp, đưa bóng dội xà ngang vào lưới. Chung cuộc Chelsea giành thắng lợi 2-1. Tổng cộng anh đã có 83 lần ra sân cho đội một Palmeiras, ghi được 27 bàn thắng và có 15 đường chuyền thành bàn.

### Chelsea
Ngày 22 tháng 6 năm 2024, câu lạc bộ Chelsea thông báo đã đạt được thỏa thuận chiêu mộ Estêvão và anh sẽ đến Chelsea vào mùa hè năm 2025 khi đã đủ 18 tuổi. Chelsea phải trả cho Palmeiras số tiền 34 triệu € phí chuyển nhượng, và các khoản phụ phí tùy theo thành tích tương lai khoảng 27 triệu €. Ngày 5 tháng 8 năm 2025, trang chủ của Chelsea chính thức công bố Estêvão là tân binh mới cùa câu lạc bộ. Ba ngày sau đó, anh có trận đấu ra mắt Chelsea trong trận giao hữu đầu mùa giải với Bayer Leverkusen và anh ghi bàn chỉ sau 17 phút xuất phát trong đội hình chính.

## Sự nghiệp đội tuyển quốc gia
Tháng 10 năm 2022, Estêvão lần đầu tiên được triệu tập đội tuyển U-17 Brasil. Ngày 23 tháng 8 năm 2024, huấn luyện viên Dorival Júnior đã lần đầu tiên triệu tập anh vào Đội tuyển bóng đá quốc gia Brasil chuẩn bị cho các trận vòng loại World Cup 2026 gặp Ecuador và Paraguay. Estêvão chính thức ra mắt đội tuyển Brasil vào ngày 6 tháng 9 năm 2024 khi vào sân từ ghế dự bị ở phút 61 trong trận Brasil thắng Ecuador 1-0 tại Estádio Couto Pereira và trở thành cầu thủ trẻ thứ 5 lần đầu ra mắt trong lịch sử đội tuyển Brasil, ở tuổi 17 và 135 ngày.